# Xanthopimpla melanura
Xanthopimpla melanura är en stekelart som beskrevs av Krieger 1914. Xanthopimpla melanura ingår i släktet Xanthopimpla och familjen brokparasitsteklar. Inga underarter finns listade i Catalogue of Life.